# 长梗棕红悬钩子
长梗棕红悬钩子（学名：Rubus rufus var. longipedicellatus）为蔷薇科悬钩子属下的一个变种。

## 扩展阅读
- 維基物種上的相關：长梗棕红悬钩子